# Château-la-Vallière
Château-la-Vallière é uma comuna francesa na região administrativa do Centro, no departamento Indre-et-Loire. Estende-se por uma área de 21,79 km². Em 2010 a comuna tinha 1 769 habitantes (densidade: 81,2 hab./km²).